# سیارک ۱۵۳۰۷۸
سیارک ۱۵۳۰۷۸ (به انگلیسی: 153078 Giovale، نامگذاری:2000QW245) صد و پنجاه و سه هزار و هفتاد و هشتمین سیارک کشف شده‌است که در ۲۶ اوت ۲۰۰۰ کشف شد.